# Хромат олова(II)
Хромат олова(II) — неорганическое соединение,
соль олова и хромовой кислоты
с формулой SnCrO4,
коричневые кристаллы,
не растворяется в воде.

## Получение
- Реакция растворов хлорида олова(II) и хромата натрия:

{\displaystyle {\mathsf {SnCl_{2}+Na_{2}CrO_{4}\ {\xrightarrow {}}\ SnCrO_{4}\downarrow +2NaCl}}}

## Физические свойства
Хромат олова(II) образует коричневые кристаллы.
Не растворяется в воде.

## Применение
- Пигмент для фарфора, цвет от розово-красного до фиолетового.

## Токсичность
Хромат олова  ядовит и канцерогенен, как и многие другие соединения шестивалентного хрома.